# 折威增四
長蛇座55，又名CD-2510534，HD 130158、SAO 182875、HR 5514，是長蛇座的一颗恒星，视星等为5.63，位于銀經333.34，銀緯30.32，其B1900.0坐标为赤經14h 41m 33.4s，赤緯-25° 30.32′ 16″。